# 延胡索
延胡索（えんごさく、Corydalis Tuber）は生薬の一種。キケマン属の Corydalis turtschaninovii forma yanhusuo 、またはその他同属植物の塊茎を乾燥したものである。中国で栽培される。有効成分としてコリダリン・カナジン・スコウレリン・ブルボカプニン・コプチシン・ベルベリン・プロトピン・パルマチン等が特定されている。 
日本薬局方に収録されており、鎮痙、鎮痛作用などがあり、安中散、牛膝散などの漢方方剤に配合される。身近なところでは、大正中薬胃腸薬、太田漢方胃腸薬などにも配合されている。